# Justice League: The Flashpoint Paradox
Justice League: The Flashpoint Paradox (bra: Liga da Justiça: Ponto de Ignição) é um filme animado de super-heróis, uma adaptação do arco de história em quadrinhos Flashpoint, de Geoff Johns e Andy Kubert. É dirigido por Jay Oliva e roteirizado por Jim Krieg. Uma característica importante é que Ron Perlman e Dana Delany voltam a reprisar seus papéis, sendo vozes do Exterminador e da Lois Lane.

## Sinopse
Todos nós queremos uma chance para voltar no tempo e mudar algumas coisas, e para o Flash, esta oportunidade está ao alcance. Quando menino, Barry Allen teve sua vida despedaçada quando sua mãe foi vítima de um violento crime, mas agora, usando sua supervelocidade, ele atravessará o tempo para tentar mudar aquele trágico dia. Suas intenções são boas, mas mudar o passado gera repercussões que poderiam revelar-se desastrosas, como quando um universo alternativo, totalmente fraturado, toma lugar daquele que ele conheceu: ele nunca ganhou seus poderes, sua mãe está viva, sua esposa Iris é casada com outra pessoa, e a Liga da Justiça não existe. Hal Jordan nunca se tornou o Lanterna Verde e é apenas um piloto da força aérea americana. O Rei Orin (Aquaman neste universo) e suas forças atlantes afundaram a maior parte da Europa, enquanto Rainha Diana (Mulher Maravilha neste universo) levou as amazonas em conquistar o Reino Unido, e ambas as forças estão agora em guerra após uma tentativa de aliança entre os dois levar a um caso entre Orin e Diana, e a última assassinar a esposa de Orin, o que levou ao confronto.
Tropeçando nesta realidade distorcida onde o até mesmo poderoso Superman está longe de ser encontrado (mais tarde revelado que se tornou uma cobaia do governo dos EUA), Flash procura pela confiável sabedoria de Bruce Wayne, mas logo percebe que neste universo Batman é Thomas Wayne, o pai de Bruce, que faz as vezes de um Cavaleiro das Trevas mais violento, em seu lugar. O Flash e o Batman deste novo universo, com a ajuda do Cyborg, correm para restaurar a linha temporal original enquanto o mundo alternativo é devastado por uma feroz guerra entre as amazonas de Diana e os exércitos de Atlantis, liderados por um aguerrido Orin.

## Dubladores originais
- Justin Chambers...Barry Allen / The Flash
- Kevin McKidd...Thomas Wayne / Batman
- Michael B. Jordan...Victor Stone / Cyborg
- C. Thomas Howell...Eobard Thawne / Professor Zoom
- Nathan Fillion...Hal Jordan (Lanterna Verde)
- Ron Perlman...Slade Wilson / Exterminador
- Kevin Conroy...Bruce Wayne / Batman
- Dana Delany...Lois Lane
- Cary Elwes...Arthur Curry / Rei Orin de Atlântida (Aquaman)
- Vanessa Marshall...Rainha Diana de Themyscira (Mulher Maravilha)
- Danny Huston...General Sam Lane
- Danny Jacobs...Bandoleiro, Capitão Frio
- Sam Daly...Cobaia Um (Superman)
- Steve Blum...Lex Luthor, Capitão Trovão
- Dee Bradley Baker...Etrigan, Pião, Grilo de Canterbury
- Grey DeLisle...Nora Allen, Martha Wayne
- Jennifer Hale...Iris Allen, Billy Batson
- Peter Jessop...Dr. Vulko
- Lex Lang...Capitão Átomo
- Neil Patrick Harris...Jovem Barry Allen
- Candi Milo....Perséfone, Pedro Pena
- Kevin Michael Richardson...Presidente
- Andrea Romano...Doris
- James Patrick Stuart...Steve Trevor, Mestre dos Oceanos, Capitão Bumerangue
- Hynden Walch...Yo-Yo

## Dublagem brasileira
- Mídia : Direto Para Video
- Estúdio: Cinevideo
- Direção: Miriam Ficher
- Locutor: Ricardo Vooght
- Marcelo Garcia...Flash/Barry Allen
- Mauro Ramos...Batman/Thomas Wayne
- Márcio Simões...Flash Reverso
- Eduardo Borgerth...Cyborg
- Reginaldo Primo...Aquaman
- Priscila Amorim...Mulher-Maravilha
- Guilherme Briggs...Superman
- Philippe Maia...Lanterna Verde
- Márcio Seixas...Batman/Bruce Wayne
- Ricardo Schnetzer...O Exterminador
- Luiz Carlos Persy...Lex Luthor
- Ricardo Juarez...Capitão Átomo
- Mônica Rossi...Lois Lane
- Hugo Myara...Jovem Barry Allen